# Сивельи, Ренато
Ренато Сивельи (исп. Renato Civelli; 14 октября 1983, Пеуахо, Аргентина) — аргентинский футболист, игравший на позиции защитника.

## Клубная карьера
Ренато Сивельи — воспитанник футбольного клуба «Банфилд». Дебютировал в команде 2 августа 2003 года в матче против «Ньюэллз Олд Бойз».
Защитник выступал за «Банфилд» до конца 2005 года. За это время он сыграл за команду 62 матча в чемпионате страны, и забил гол в одном из матчей Апертуры—2005. В составе «Банфилда» Сивельи принимал участие в Южноамериканском кубке—2005 (4 матча и гол в ворота «Эстудиантеса»).
В январе 2006 года Сивельи перешёл в марсельский «Олимпик». Впервые сыграл за французскую команду 19 февраля 2006 года в матче Лиги 1 против «Меца»
. 3 мая 2006 года аргентинец забил первый гол за «Марсель» (в матче 36-го тура чемпионата с «Осером»). Ренато Сивельи выступал за французский клуб до 2009 года (с перерывом в 2007—2008 годах на время аренды в «Химнасии» из Ла-Платы) и неоднократно играл в матчах кубка УЕФА. В августе 2009 года защитник подписал контракт с аргентинским клубом «Сан-Лоренсо».
В «Сан-Лоренсо» Сивельи сыграл 11 матчей в Апертуре—2009, а затем до лета 2010 года выступал за на правах аренды за «Ниццу». По окончании сезона 2009/10 защитник заключил контракт с этим французским клубом. Во Франции Ренато Сивельи играл до окончания сезона 2012/13/ За это время он провёл в Лиге 1 за клуб с Лазурного Берега 116 матчей и забил 13 голов. Летом 2013 года аргентинец перешёл в турецкий «Бурсаспор».
Летом 2015 года, после окончания контракта с клубом «Бурсаспор» Сивельи стал свободным агентом. Этим воспользовался французский «Лилль», который 25 июня заключил с Ренато годичный контракт, c опцией продления ещё на год.